# Sachsenliga
De Sachsenliga (vroeger: Landesliga Sachsen) is de hoogste voetbalklasse van de voetbalbond in de Duitse deelstaat Sachsen. Het vormt met andere liga's het op vijf na hoogste niveau in de Duitse voetbalpiramide. Promotie vanuit de Sachsenliga is mogelijk naar de Oberliga Nordost, waarbij regionale overwegingen meespelen of de club in de Nord- of Südpoule wordt ingedeeld. Het aantal degradanten hangt weer samen met de degradanten uit de hogere liga's, maar in de regel dalen er minstens 2 clubs af naar de drie Bezirksliga's Leipzig, Dresden en Chemnitz.

## Kampioenen sinds 1991
| - 1991: VFC Plauen - 1992: Dresdner SC - 1993: Chemnitzer FC II - 1994: VFC Plauen - 1995: Dresdner SC - 1996: FV Dresden-Nord - 1997: SV 1919 Grimma - 1998: VfB Leipzig II - 1999: VfB Zittau - 2000: FC Stahl Riesa | - 2001: OFC Neugersdorf - 2002: FV Dresden 06 Laubegast - 2003: VfB Auerbach - 2004: FC Eilenburg - 2005: FSV Budissa Bautzen - 2006: FSV Zwickau - 2007: SSV Markranstädt - 2008: FC Erzgebirge Aue II - 2009: SG Dynamo Dresden II - 2010: Chemnitzer FC II | - 2011: VfB Fortuna Chemnitz - 2012: SSV Markranstädt - 2013: FC Oberlausitz Neugersdorf - 2014: RB Leipzig II - 2015: Bischofswerdaer FV 08 - 2016: BSG Chemie Leipzig - 2017: FC Eilenburg - 2018: VfL 05 Hohenstein-Ernstthal - 2019: FC Grimma - 2020: SV Einheit Kamenz | - 2021: FSV Budissa Bautzen - 2022: SC Freital - 2023: SSV Markranstädt - 2024: SG Taucha 99 - 2025: VfB Empor Glauchau |